# Kemuningllor
Kemuningllor is een bestuurslaag in het regentschap Jember van de provincie Oost-Java, Indonesië. Kemuningllor telt 7849 inwoners (volkstelling 2010).